# Ophiogastrella maculithorax
Ophiogastrella maculithorax är en stekelart som beskrevs av Charles Thomas Brues 1912. Ophiogastrella maculithorax ingår i släktet Ophiogastrella och familjen brokparasitsteklar. Inga underarter finns listade i Catalogue of Life.